# Progresso, Belize
Progresso är en ort i Belize.   Den ligger i distriktet Corozal, i den norra delen av landet, 120 km norr om huvudstaden Belmopan. Progresso ligger 8 meter över havet och antalet invånare är 1 165. Den ligger vid sjöarna  Progresso Lagoon och Cocos Lagoon.
Terrängen runt Progresso är mycket platt. Närmaste större samhälle är Corozal, 18,2 km norr om Progresso. 
Omgivningarna runt Progresso är en mosaik av jordbruksmark och naturlig växtlighet. Runt Progresso är det glesbefolkat, med 15 invånare per kvadratkilometer.